# Алешандра Ленкастре
Алешандра Ленкастре (нар. 26 вересня 1965, Лісабон, Португалія) — португальська акторка театру та кіно. Закінчила Вищу школу театру та кіно (1986). 

## Вибіркова фільмографія
- Корупція (2007)
- Посмішки долі (2009)

| Актор | Це незавершена стаття про акторку. Ви можете допомогти проєкту, виправивши або дописавши її. |